# David Meyler
David Meyler (* 29. Mai 1989 in Cork) ist ein irischer Fußballspieler.

## Vereinskarriere

### Cork City
Meyler durchschritt diverse Jugendteams von Cork City und unterschrieb im Jahr 2008 seinen ersten Profivertrag. Er absolvierte zehn Partien für Cork in der League of Ireland.

### Sunderland
Am 25. Juli 2008 wechselte er für eine unbekannte Ablösesumme zum AFC Sunderland. Sein erstes Pflichtspiel absolvierte er am 28. Dezember 2009 gegen die Blackburn Rovers. Am 2. Mai 2010 zog er sich im Spiel gegen Manchester United einen schweren Kreuzbandriss zu und es wurde befürchtet, dass er circa 12 Monate pausieren muss. Er erholte sich jedoch schneller als erwartet. Nachdem er zunächst in der zweiten Mannschaft gespielt hatte, gab er sein Comeback in der Profimannschaft im Spiel gegen den FC Fulham, als er in der 52. Minute eingewechselt wurde. Am 5. Januar 2011 zog er sich im Auswärtsspiel gegen Aston Villa einen Innenbandriss zu und er musste erneut 10 Wochen pausieren. Er kehrte am 16. April 2011 im Spiel gegen Birmingham City auf die Sunderland-Bank zurück.

### Hull City
Am 8. November 2012 wurde Meyler wieder mit seinem ehemaligen Manager Steve Bruce vereint, indem er auf Leihbasis zu Hull City wechselte. Sein Debüt gab er beim Auswärtsspiel gegen Cardiff City. Sein erstes Tor erzielte er am 8. Dezember 2012 gegen den FC Watford. Am 8. Januar 2013 wurde Meyler fest verpflichtet und er unterschrieb einen Dreieinhalbjahresvertrag. Nach dem Aufstieg zur Saison 2013/14 erzielte er am 1. Dezember 2013 sein erstes Premier-League-Tor beim 3:1-Sieg gegen den FC Liverpool.

## Nationalmannschaft
Sein internationales Debüt für die U-21 Irlands feierte er im Februar 2009, gegen Deutschland. Zu seinem Debüt in der ersten Mannschaft kam er am 11. September 2012, gegen die Nationalmannschaft Omans in Craven Cottage.
Bei der Fußball-Europameisterschaft 2016 in Frankreich wurde er in das Aufgebot Irlands aufgenommen. Er war einer von zwei Feldspielern im Kader, die im Turnier nicht eingesetzt wurden.